# 維爾基什基艾
維爾基什基艾（立陶宛語：Vilkyškiai；德語：Willkischken）是立陶宛西部陶拉蓋縣的一個小鎮。 根據2011年人口普查，該鎮有人口 666 人。